# Palompon
Palompon (en tagalog : Bayan ng Palompon) est une municipalité de la province de Leyte, située dans la région des Visayas orientales sur l'île de Leyte, aux Philippines.
Lors du recensement de 2020, sa population s'élève à 58 313 habitants.

## Géographie
Palompon est une ville côtière située au nord-ouest de l'île de Leyte, sur la mer des Camotes.
D'une superficie totale de 126,07 kilomètres carrés, Palompon est divisée administrativement en 50 barangays : 
- Baguinbin
- Belen
- Bitaog Poblacion (Ypil III)
- Buenavista
- Caduhaan
- Cambakbak
- Cambinoy
- Cangcosme
- Cangmuya
- Canipaan
- Cantandoy
- Cantuhaon
- Catigahan
- Central 1 (Poblacion)
- Central 2 (Poblacion)
- Cruz
- Duljugan
- Guiwan 1 (Poblacion)
- Guiwan 2 (Poblacion)
- Himarco
- Hinablayan Poblacion (Central 3)
- Hinagbuan
- Lat-osan
- Liberty
- Lomonon
- Mabini
- Magsaysay
- Masaba
- Mazawalo Poblacion (Lili-on)
- Parilla
- Pinagdait Poblacion (Ypil I)
- Pinaghi-usa Poblacion (Ypil II)
- Plaridel
- Rizal
- Sabang
- San Guillermo
- San Isidro
- San Joaquin
- San Juan
- San Miguel
- San Pablo
- San Pedro
- San Roque
- Santiago
- Taberna
- Tabunok
- Tambis
- Tinabilan
- Tinago
- Tinubdan

|                 | Matag-ob |        |
| mer des Camotes | Palompon | Merida |
|                 | Isabel   |        |

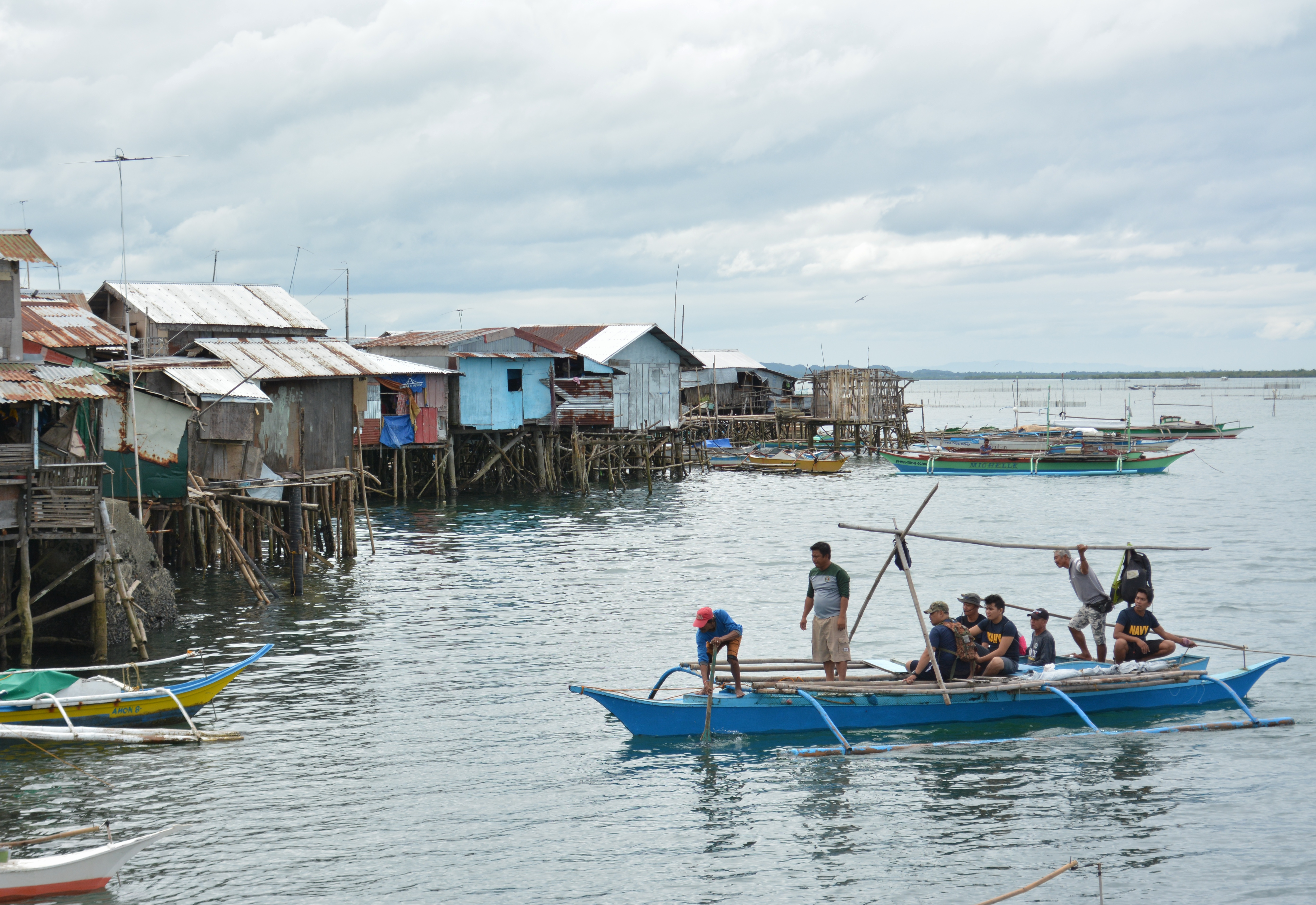
Le port de Palompon en 2019.
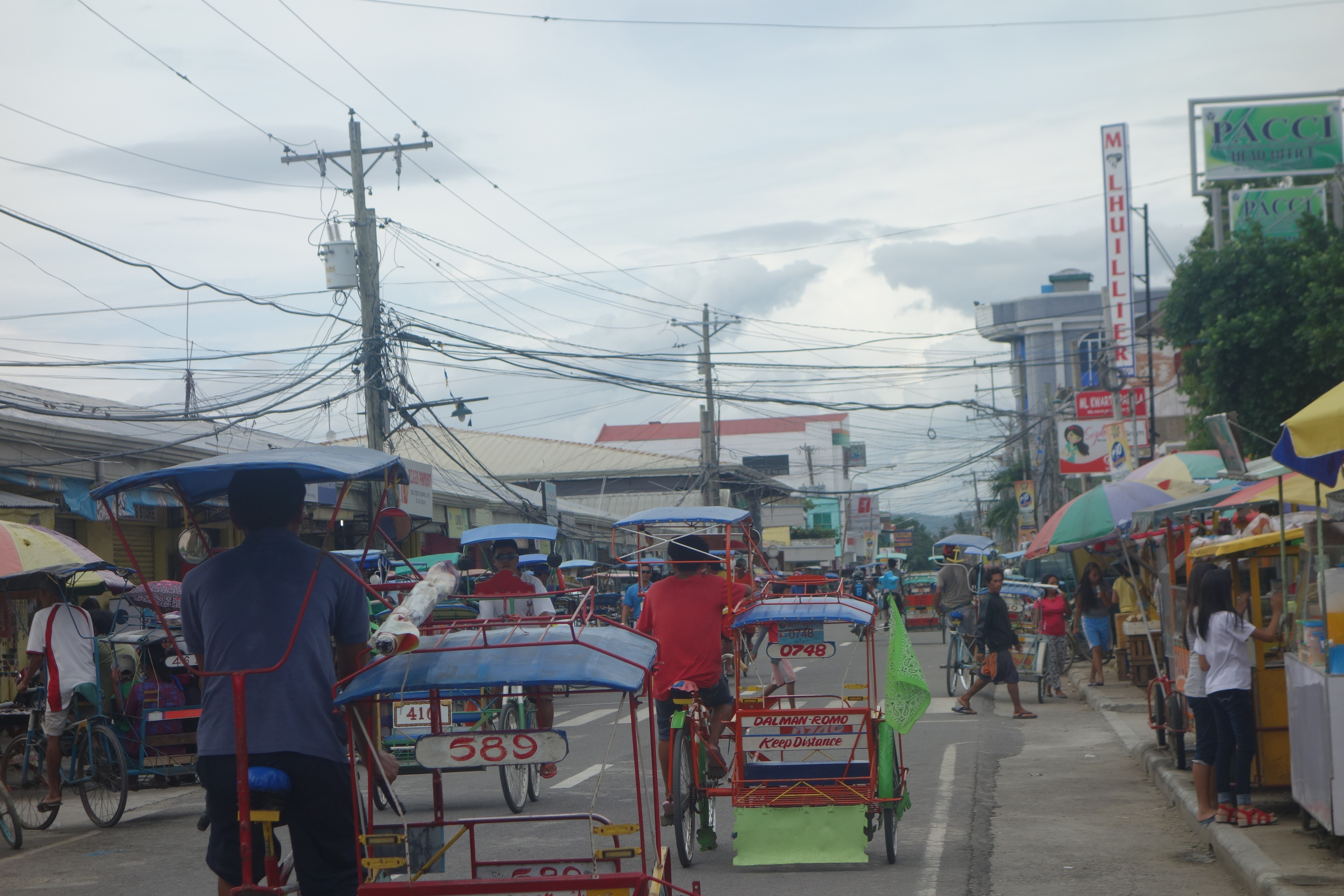
La rue Rizal en 2016.
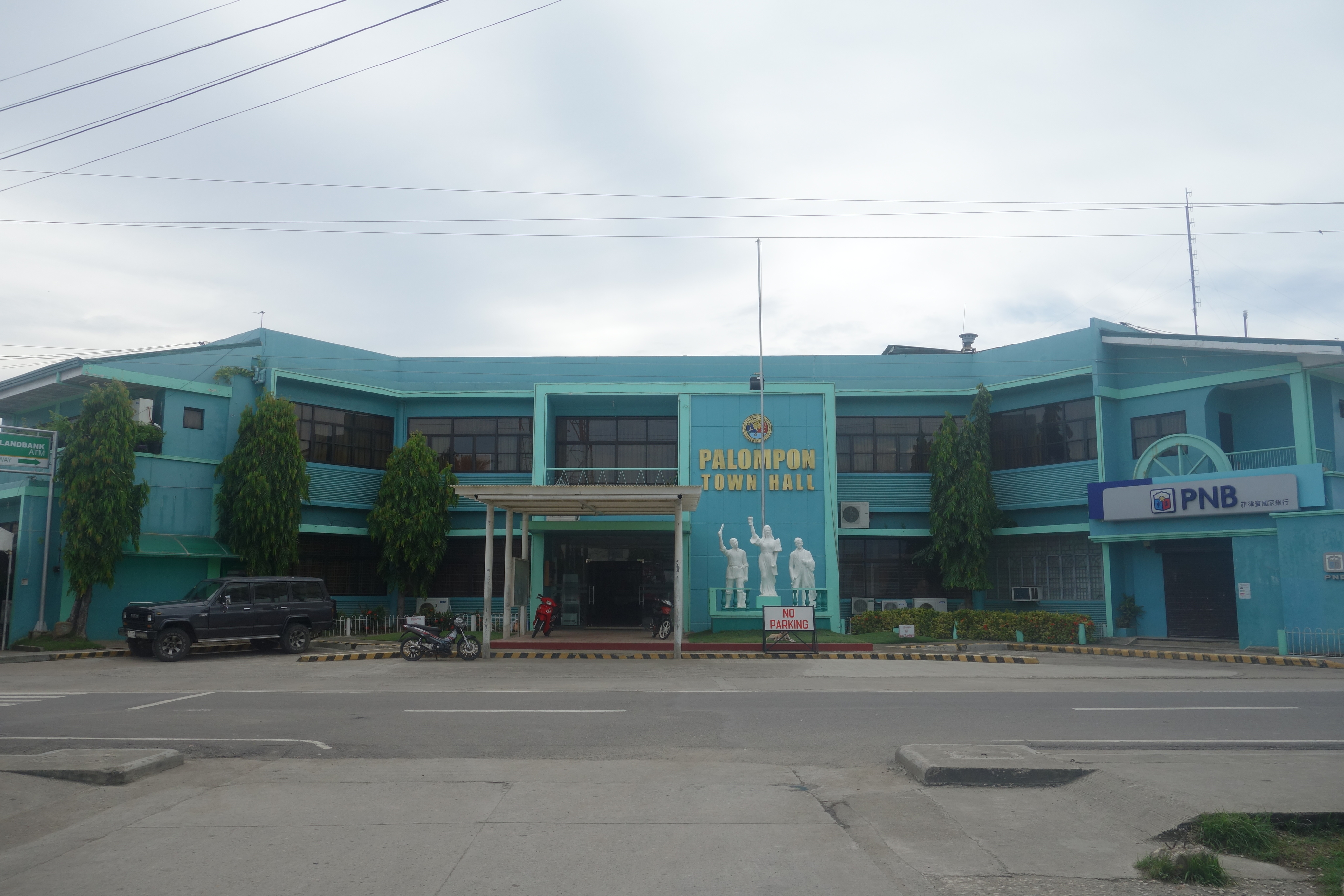
L'hôtel de ville.